# Тангеранг
Тангеранг (индон. Kota Tangerang) — один из городов-миллионеров в провинции Бантен, Индонезия. Тангеранг, находящийся по координатам 6°10′42″ ю. ш. 106°37′55″ в. д., расположен на северо-западе самого населённого в мире острова Ява. Город развивается как город спутник Джакарты, многие жители работают в столице Индонезии. Вместе с самой Джакартой, Богором и Бекаси образует агломерацию, получившую название Джаботабек. На территории города расположен международный аэропорт Сукарно-Хатта — «воздушные ворота» индонезийской столицы.
Площадь города 164,54 км², население — 1 488 666 жителей на 2005 год.

## География
Между Джакартой и Тангерангом 20 км пути.

## История
Борьба за независимость.
См. также Озеро Гинтунг.

## Административное деление
Город делится на 6 районов: Tangerang, Batuceper, Benda, Jatiuwung, Cipondoh, Ciledug.

## Экономика
В Тангеранге расположена штаб-квартира индонезийских национальных авиалиний: Garuda Indonesia. Правительство города в 2008 году сделало трассу для А1 Гран-при.

## Промышленность
В Тангеранге находится более 1000 заводов.

## Транспорт
Через город проходит автобан: Платная дорога Джакарта-Мерак, соединяющий город с, Джакартой и Мераком. Как город-спутник Джакарты, Тангеранг известен своим очень плотным дорожным движением. Пробки являются обычным делом на дорогах между Джакартой и Тангерангом.
Существует автобусная сеть.
А также система скоростного транспорта KRL Jabotabek. Слово Jabotabek расшифровывается как соединение первых букв названий городов: Jakarta, Bogor, Tangerang и Bekasi.

## Города-побратимы
- Гатино, Канада
- Миссиссога, Канада
- Арлингтон, США
- Шах-Алам, Малайзия
- Кучинг, Малайзия